# حصن الشارقة
حصن الشارقة قلعة تقع بإمارة الشارقة، تابعة لـ إمارة الشارقة في الإمارات العربية المتحدة. ،
عن المتحف تم إعادة بناء حصن الشارقة وافتتاحه عام 1997، ومرَّ بعد ذلك بمراحل ترميم عديدة وافتتح من جديد في عام 2015. يتيح لك حصن الشارقة فرصة الاطلاع على التاريخ الحديث لإمارة الشارقة، والعائلة الحاكمة، وتاريخ المبنى، وطرق الدفاع، وإدارة الحكم، وطابع الحياة اليومي في إمارة الشارقة قبل مئتي عام. يقع هذا الصرح التاريخي الذي تم بناؤه في عام 1823م في منطقة قلب الشارقة ليكون أكبر وأهم مبنى في الشارقة، وكان مقراً لحكومة الشارقة وسكناً لعائلة القواسم الحاكمة. قلعة الحصن عبارة عن مبنى مربع الشكل يتكون من طابقين مع ساحة داخلية كبيرة في الوسط، ويحتوي على ثلاثة أبراج دفاعية. وقد تم بناء الحصن باستخدام الحجر المرجاني الذي تم جمعه من قاع الخليج العربي، وغطيت جدرانه بمادة الجص الناعمة ذات اللون البني الفاتح جداً، أما الأبواب فقد صنعت من خشب الساج، واستخدمت أعمدة شجر المانجروف وأجزاء من شجر النخيل (السعف والأوراق والألياف) في بناء الأسقف.

## الهدف منه
كان الغرض الأساسي من بناء الحصن هو حماية المدينة وسكانها، وقد شملت عناصر الدفاع الرئيسية: جدران قوية وسميكة، وأسوار عالية، وأبراج مراقبة شاهقة، والعديد من العناصر الهندسية الدفاعية الأخرى، وقد كان الحصن أيضاً مسكناً لعائلة القاسمي الحاكمة، ومقراً للحكومة في الشارقة.
في أثناء تجوالك في غرف الحصن ستشاهد مقتنيات واسعة من الصور والقطع الأثرية وستستكشف نظام العدل الأولي في الإمارة عند زيارتك لسجن المحلوسة، وتتعرف كيف كان الأهالي يصنعون الدبس، وتتعرف على الأسلحة واستراتيجيات الدفاع التي استخدمها الشيوخ وحراسهم، كذلك يتيح لك المبنى التعرف على نمط حياة العائلة الحاكمة.

## أبرز المقتنيات
البوابة الرئيسية: هي البوابة الأصلية للحصن، وتعود لتاريخ بنائه عام 1823، وقد تم إنقاذها من الهدم عام 1969. وتعد هذه البوابة خط الدفاع الأول ضد الغزاة على المدينة، ويتم إغلاق البوابة المصنوعة من خشب الساج السميك من الداخل فقط من من خلال مزلاج وقضيب.
المدفع الرقاص: أحد المدافع الأصلية في ساحة الحصن الخارجية، ويعتبر أكبرها، ويعود لحوالي العام 1811م، ويعتبر هذا المدفع مدفع أسطوري، ويرمز للفخر والقوة العسكرية للقواسم، حيث أنه لم يدخل معركة إلا كان النصر حليفهم.
السرير الملكي: تعود ملكية السرير المعروض في غرفة الشيخ إلى الشيخة مهرة محمد خليفة القاسمي (1900-1987). وأهدت الشيخة ميرة أحمد راشد المعلا -والدة الشيخة جواهر قرينة صاحب السمو الشيخ الدكتور سلطان بن محمد القاسمي- هذا السرير إلى متحف حصن الشارقة. ويعود تاريخ صنع هذا السرير إلى فترة حكم الشيخ سلطان بن صقر الثاني، وهو مرتفع عن مستوى الأرض وله سلم صغير بأربع درجات، وفي أعلى الدرج باب صغير مغلق، ويتميز بزخارف وتصاميم منحوتة بحرفية. المرفع «حامل المصحف»: يعود حامل المصحف المعروض في قاعة القواسم إلى فترة حكم الشيخ خالد بن سلطان القاسمي (1866-1868)، وهو مصنوع من الخشب وعليه كتابة عربية منحوتة على الجانبين، ومكتوب على جانب الحامل عبارة: «لصاحبه خالد بن سلطان بن صقر القاسمي، تاريخ 9 محرم 1257»، وهذا هو التاريخ الهجري، أي ما يقابل عام 1841 في السنة الميلادية، أما على الجانب الآخر فنقشت عليه الآية القرآنية: «نصرٌ من الله وفتحٌ قريب».

## البناء
وهو عبارة عن مبنى كبير محصن له ثلاثة أبراج هي برج الكبس وبرج المحلوسة ومربعة مشرف، ويتكون من طابقين فيهما حجرات كثيرة والواجهة عبارة عن مجموعة شبابيك في مستويين في الأسفل والأعلى وهي مصنعة من الخشب وقضبانها من النحاس، وقد تم هدم الحصن عام 1969م ما عدا برج الكبس وأعيد ترميم الحصن عام 1995م

## الحصن في كتاب سرد الذّاتْ
حظي الحصن بلفتة كريمة من صاحب السمو الشيخ الدكتور سلطان بن محمد القاسمي، في كتابه «سرد الذات»، حيث ذكر أن والده الشيخ محمد بن صقر القاسمي قد اعتاد على أن يأخذه وأشقائه لزيارة شقيقه الشيخ سلطان بن صقر القاسمي في الحصن.
ويتألف الحصن من ثلاثة أبراج، وهي: «المحلوسة»، و«الكبس»، و«مربعة مشرف»، إضافة إلى الشرفة الرئيسة التي تطل على الساحة الأمامية للحصن، حيث توجد بها حطبة التوبة والتي كانت تستخدم لإقامة الحدود، ويحتوي الحصن المكتبة القاسمية التي تقع في الطابق الأرضي، وتتضمن كتباً للشيخ سلطان بن صقر القاسمي ومكتباً وكرسياً قيماً وتضم المكتبة مختصراً خاصاً للحاكم يحتوي على 400 صورة تمثل عدداً من المناسبات المهمة لتاريخ الشارقة وهي من مقتنيات صاحب السمو الشيخ الدكتور سلطان بن محمد القاسمي.
ويقع متحف الحصن في ضاحية البرج في ميدان الحصن، ويضم الطابق الأرضي مجموعة من الغرف أهمها: «التوقيف»، و«أحداث جرت»، «التعليم»، و«المقتنيات»، و«وجوه من الشارقة»، و«التجارة»، و«تجارة اللؤلؤ». ويتألف الطابق الأول من الحصن من غرف «الأسلحة»، و«غرفة الشيخ»، وغرفة الشرفة «استراحة الشيخ».
ظل الحصن عبر تاريخه الطويل الركيزة الأولى للدفاع عن المدينة ومقرا للحكم وسكن الأسرة الحاكمة في الإمارة حتى مطلع الخمسينات، حيث تحول الحاكم

للسكن في بيت بناه قرب الحصن، وقد هدم الحصن في عام 1969 ولم يبقَ منه سوى البرج الدائري الواقع جهة جنوب شرق والمسمى ب «بري الكبس»، ثم تم ترميمه، ويوثّق لنا صاحب السمو الشيخ الدكتور سلطان بن محمد القاسمي عضو المجلس الأعلى، حاكم الشارقة، في كلمته المعلقة في مدخل الحصن ذلك بقوله: "في سنة 1969 كنت طالباً في جامعة القاهرة فاتصل بي أحد الأصدقاء يخبرني بأن الحصن يهدم فما كان مني إلا أن قطعت دراستي وعدت إلى الشارقة في اليوم نفسه الذي تلقيت فيه ذلك النبأ حيث وصلت إلى الشارقة في منتصف الليل. وفي الصباح الباكر أوقفت الهدم حيث لم يسلم منه إلا برج (الكبس) الذي بقي في ساحة البرج وقمت بقياس أساسات الحصن واحتفظت بها، كما احتفظت بأبواب الحصن الرئيسية كباب الحصن وباب الصباح وباب الخزنة مدة ثمان وعشرين سنة، وقد شاء الله أن يعود ذلك الحصن إلى مكانه، فأمرت ببناء الحصن، وكان العمل يجري تحت إشرافي وبمعرفتي التامة عن الحصن واستعانتي ببعض الصور اكتمل البناء، فزودته بمقتنياتي من الصور التي تحكي قصة مدينة الشارقة، أقدم هذا الصرح الكبير لأبناء الشارقة".

## الصور

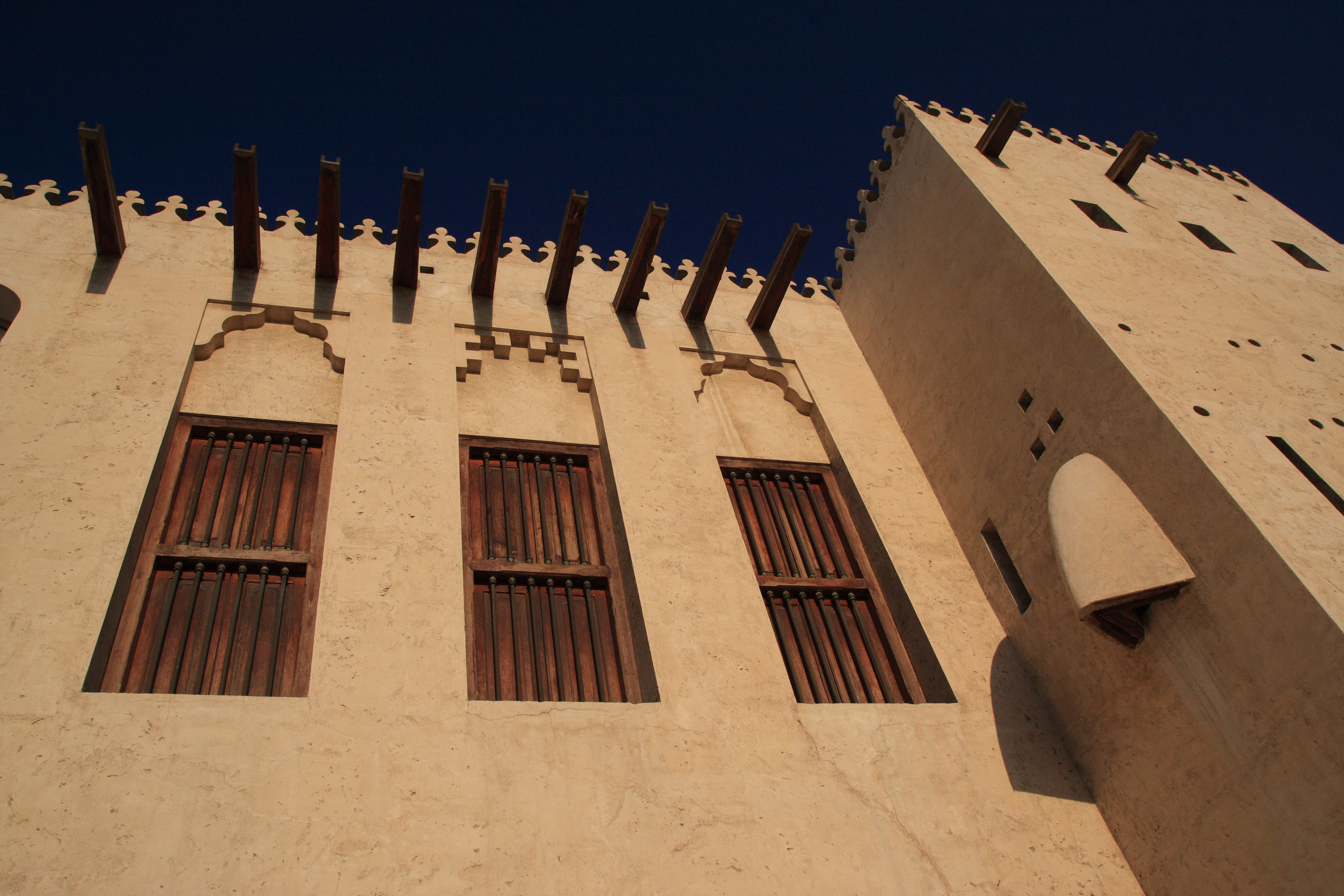
حصن الشارقة
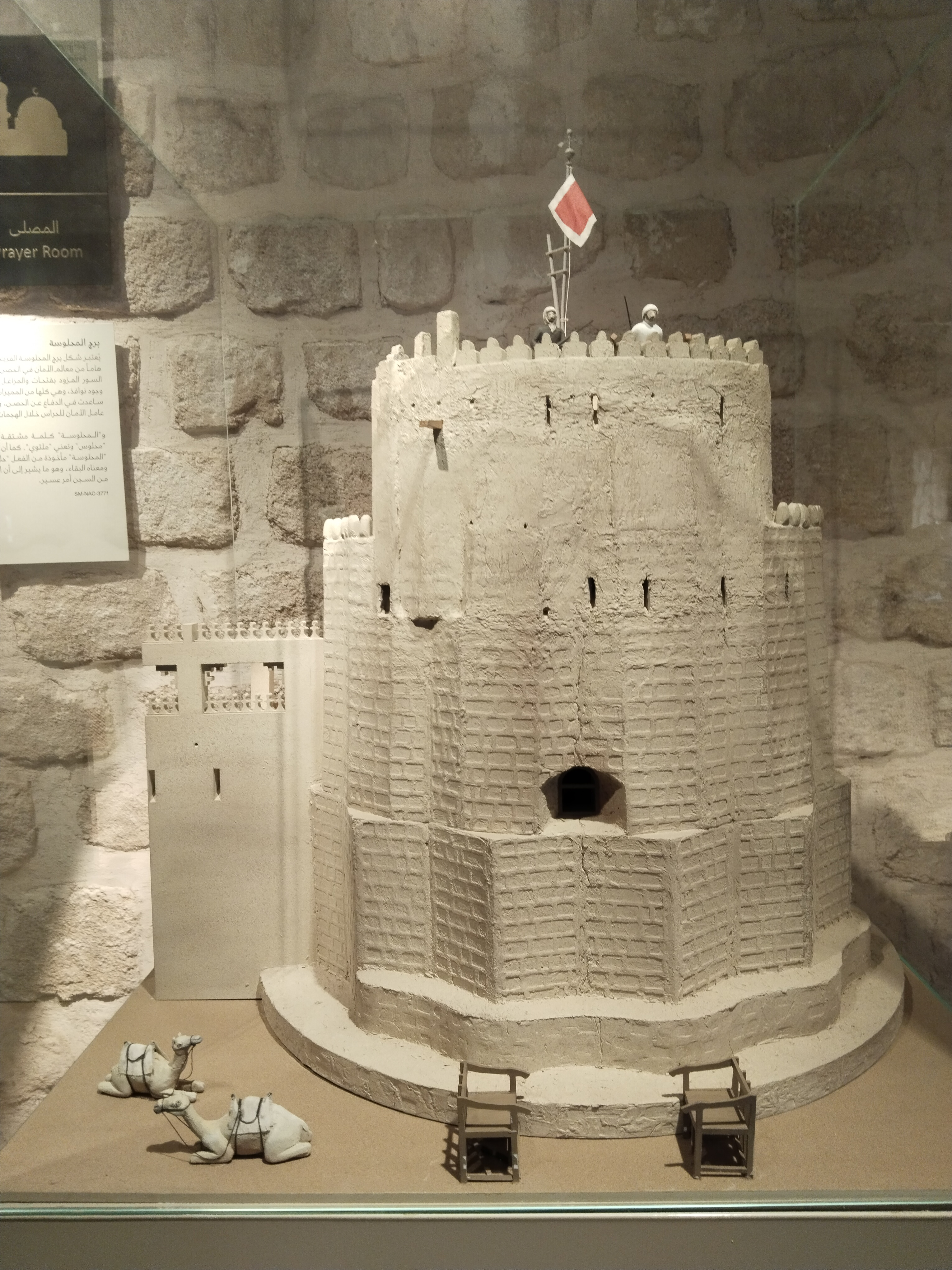
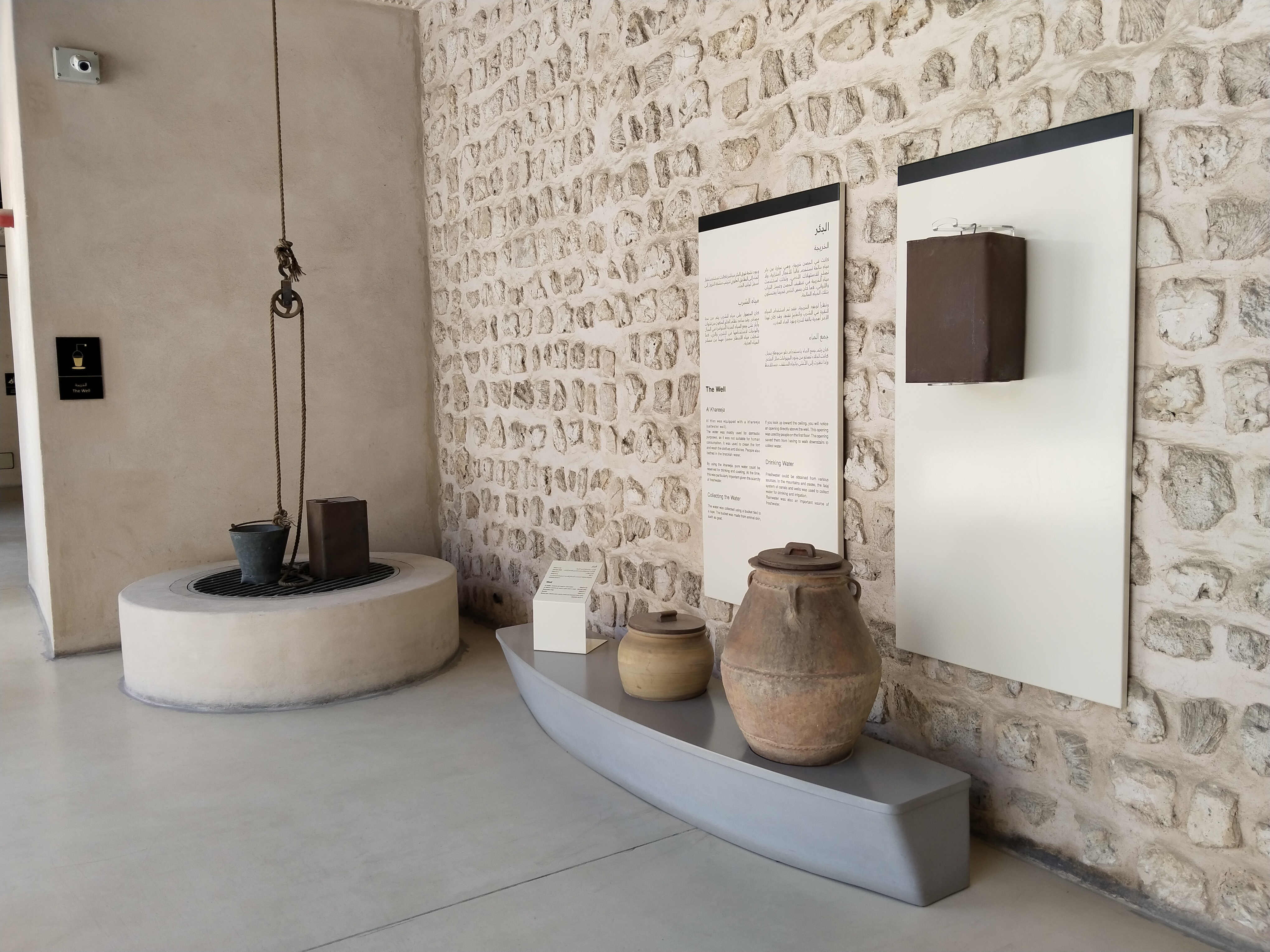
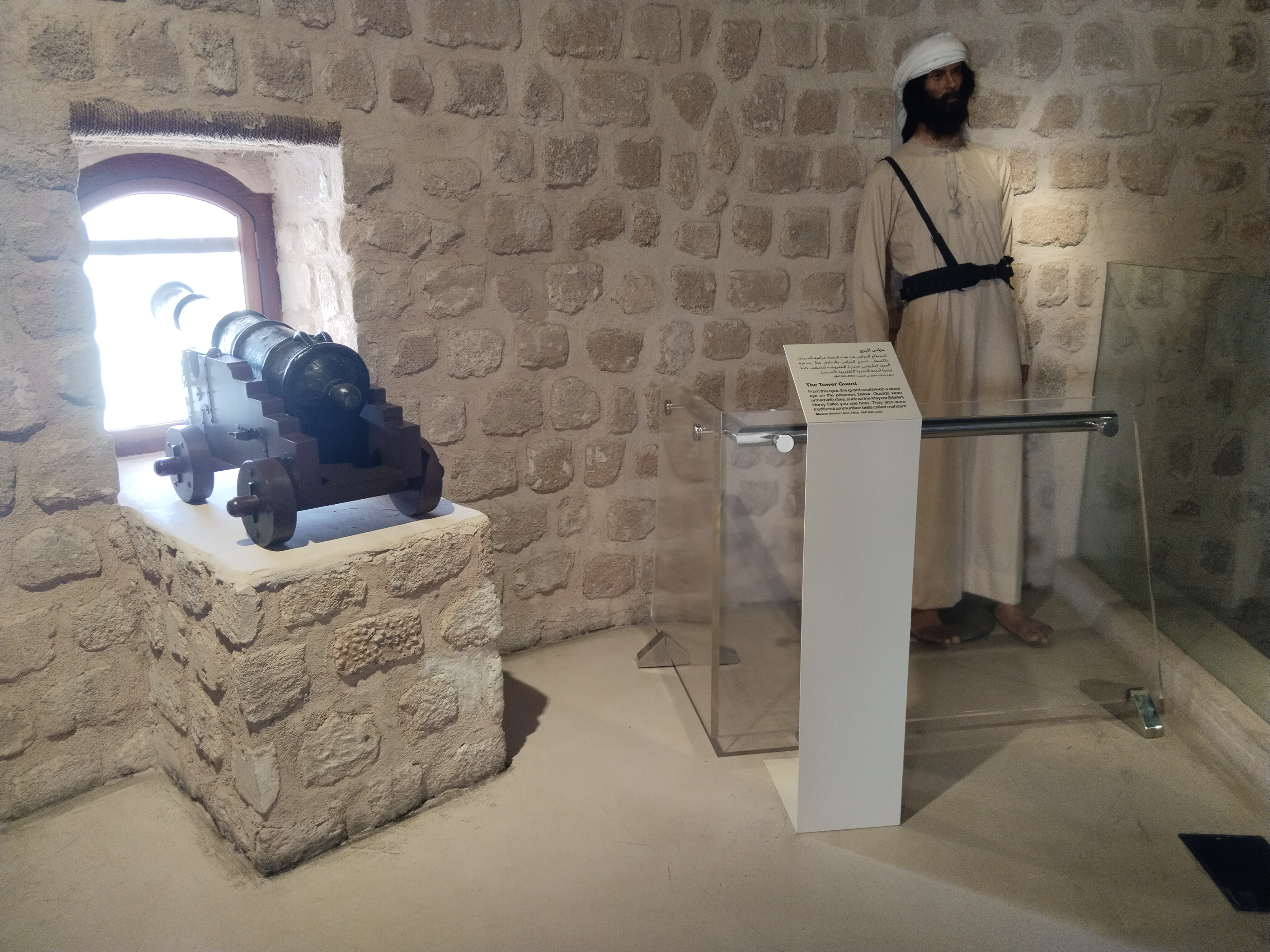
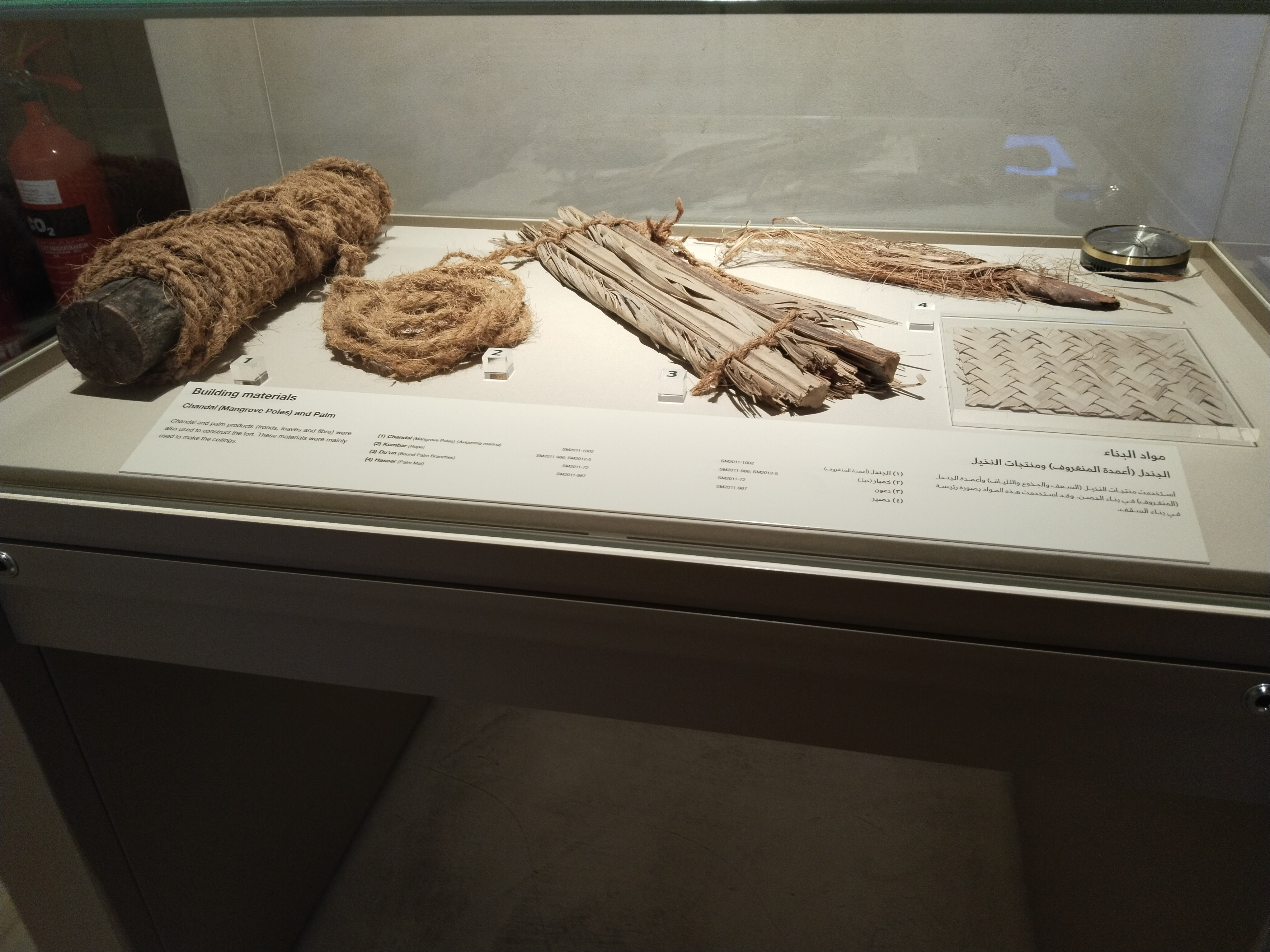
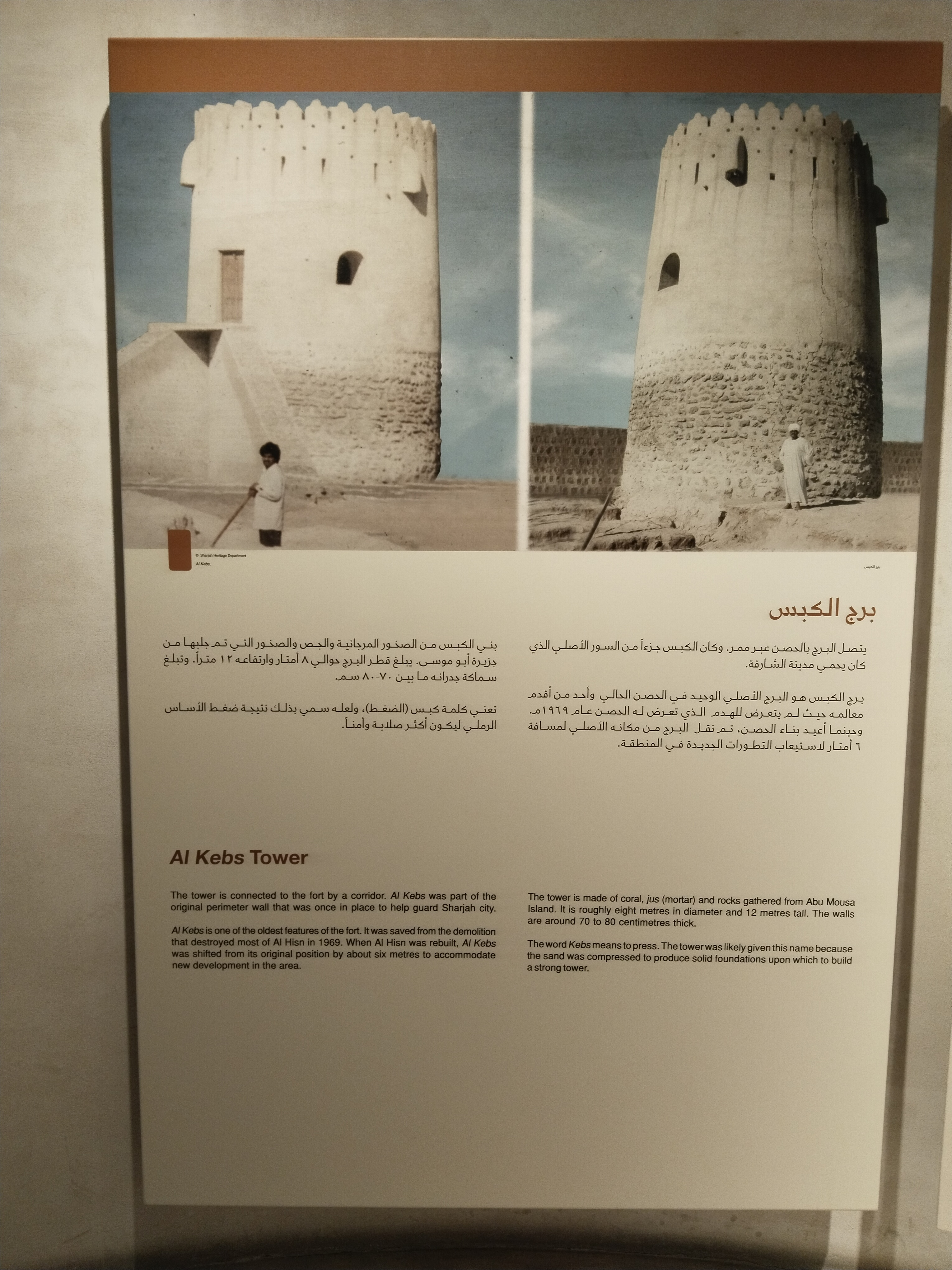
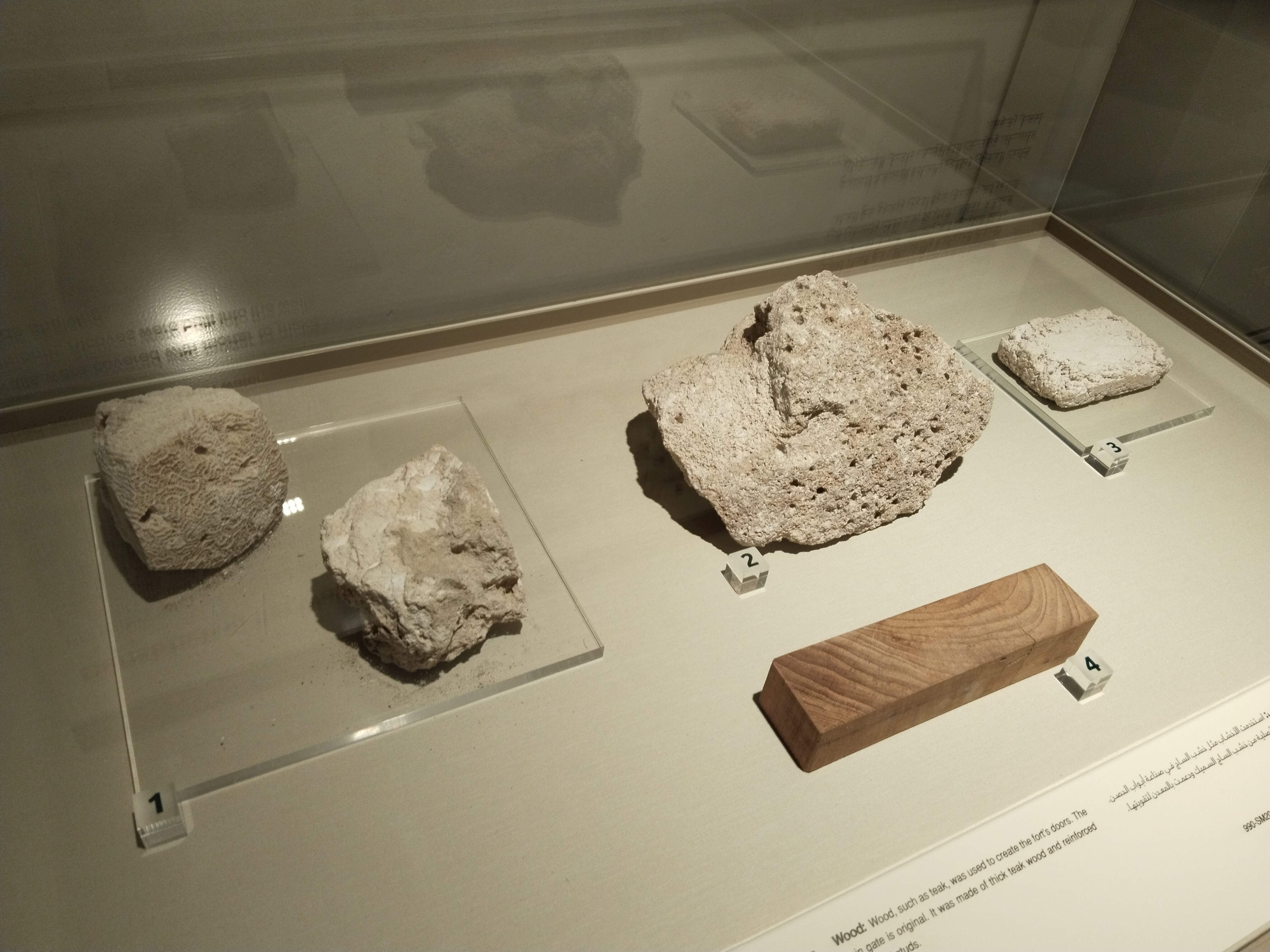
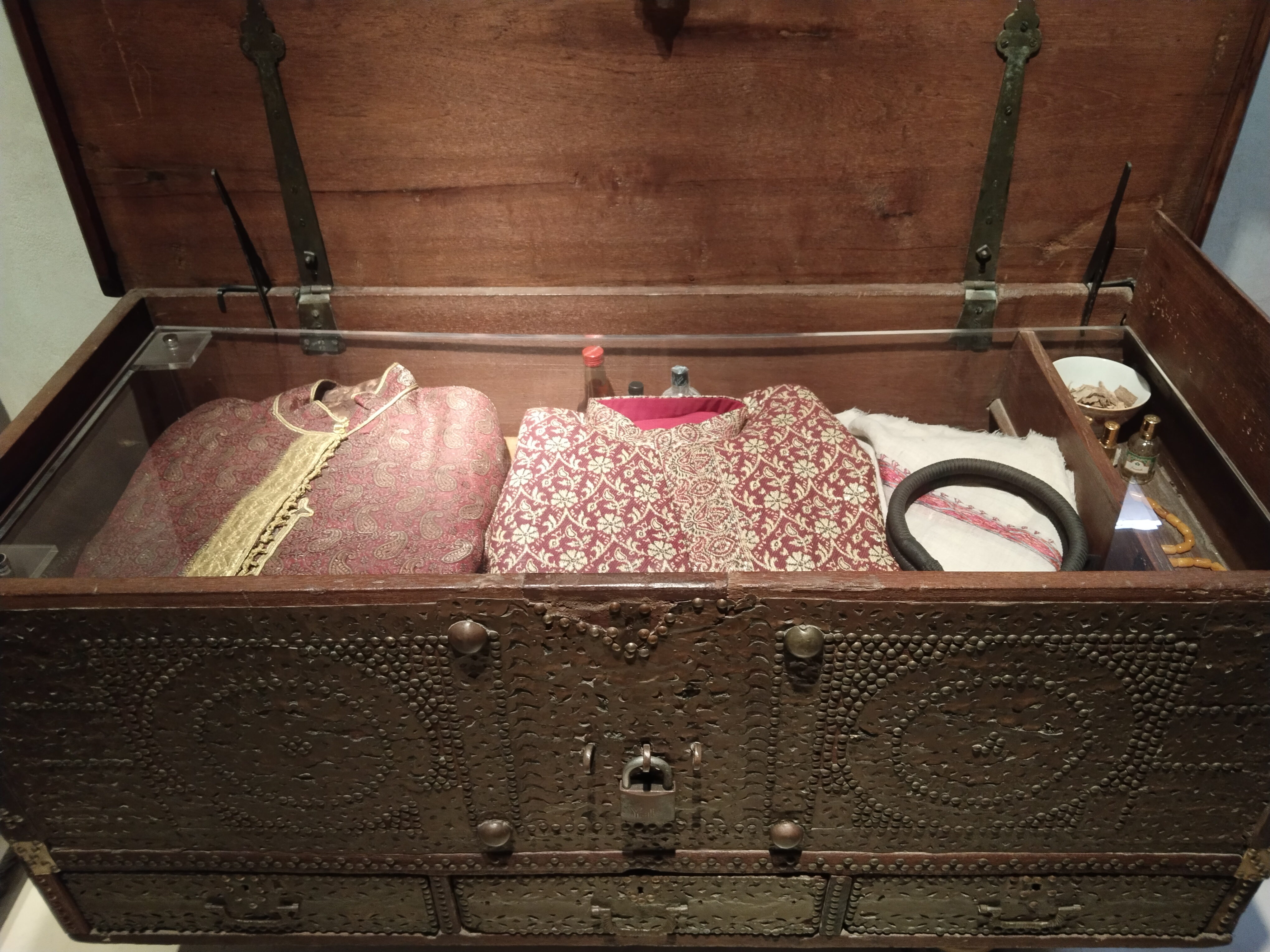
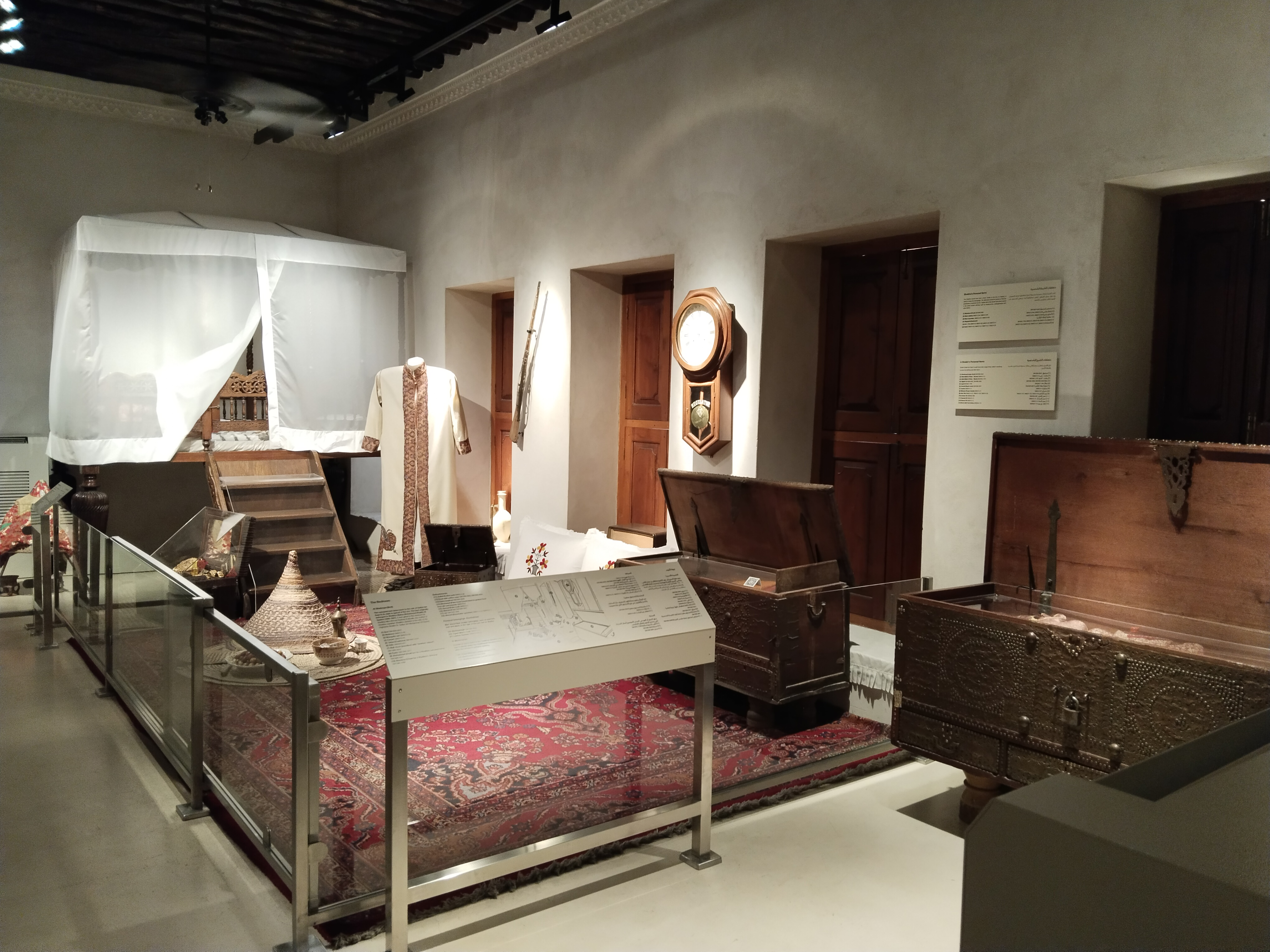
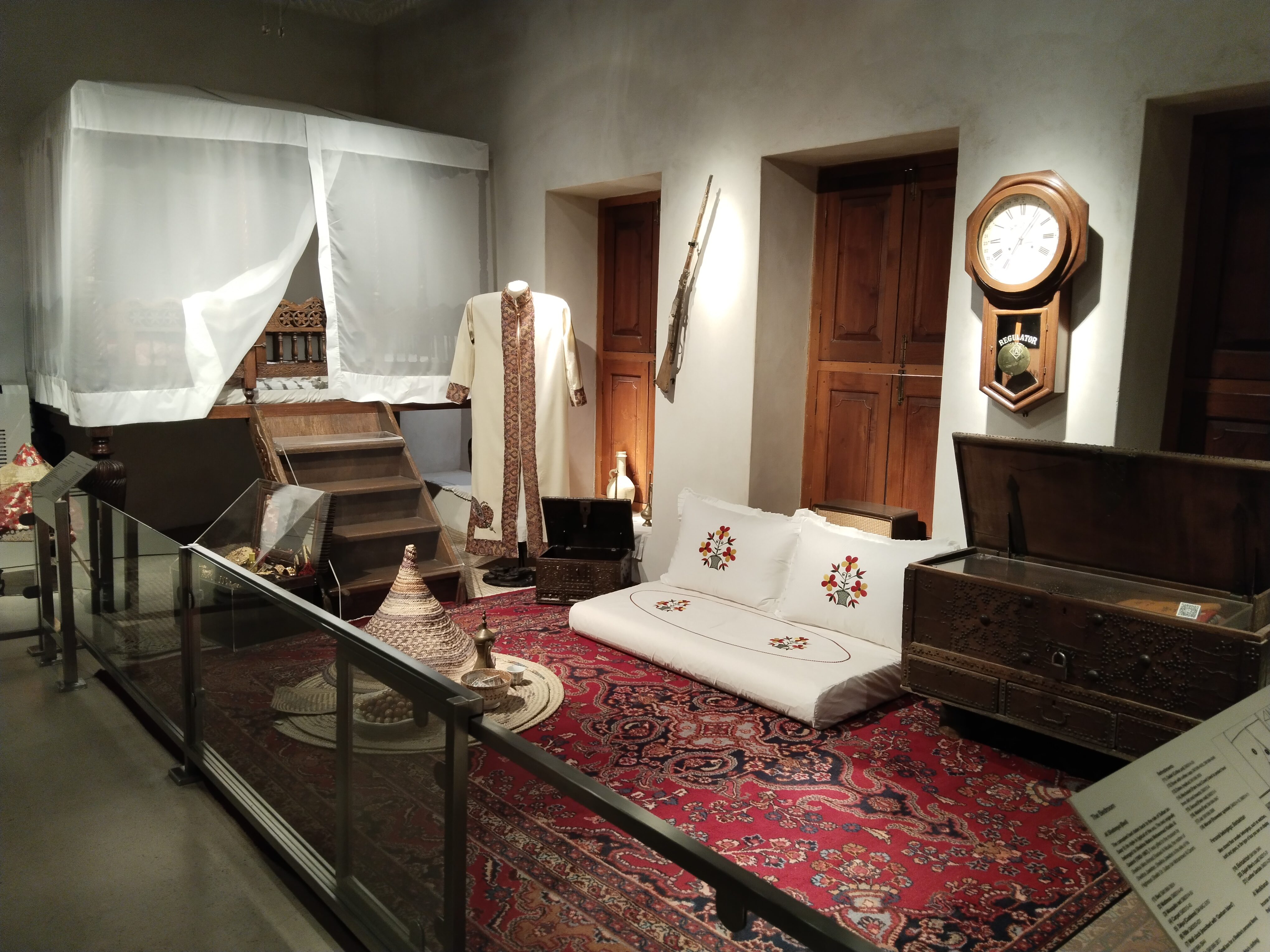
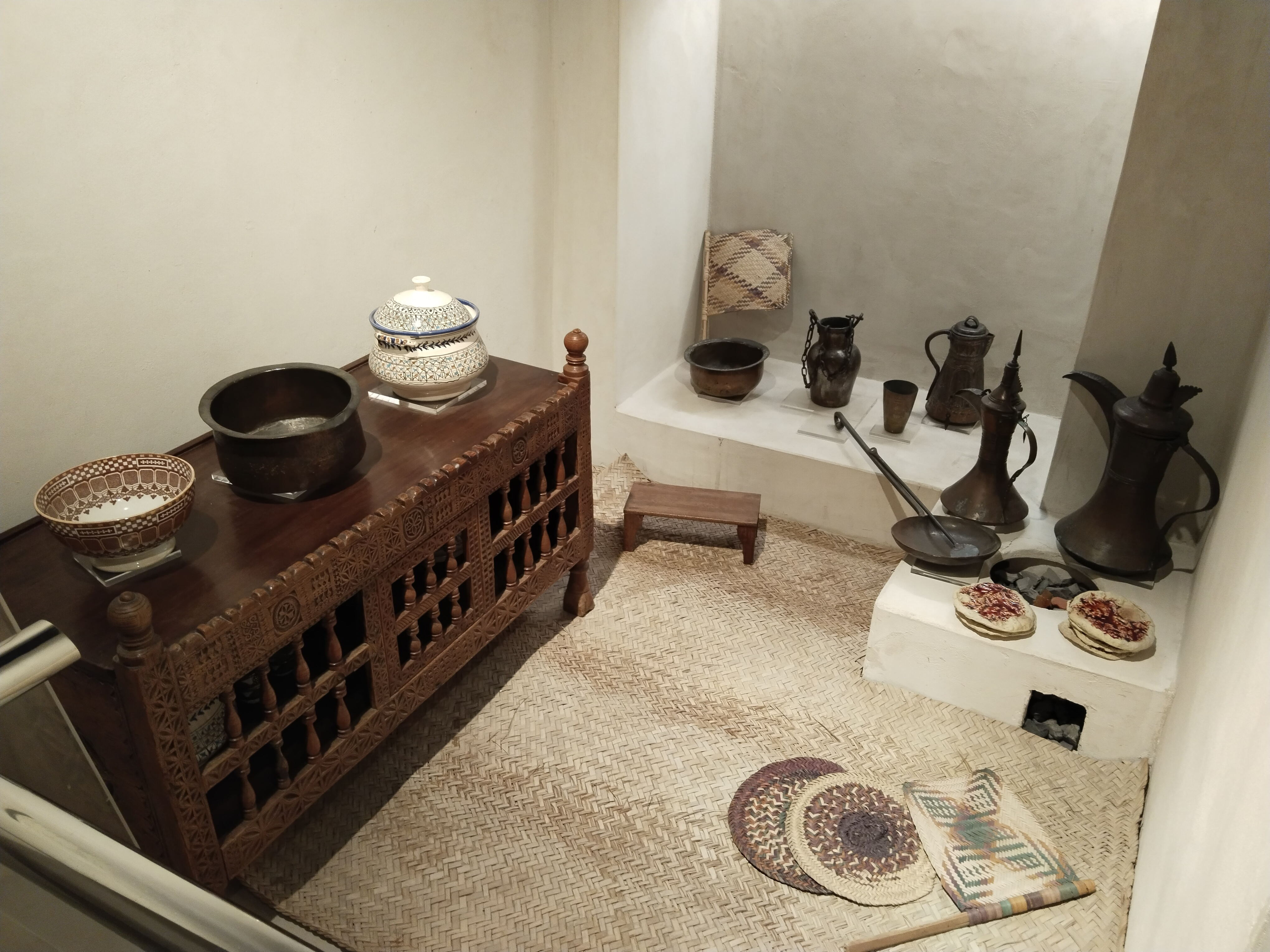
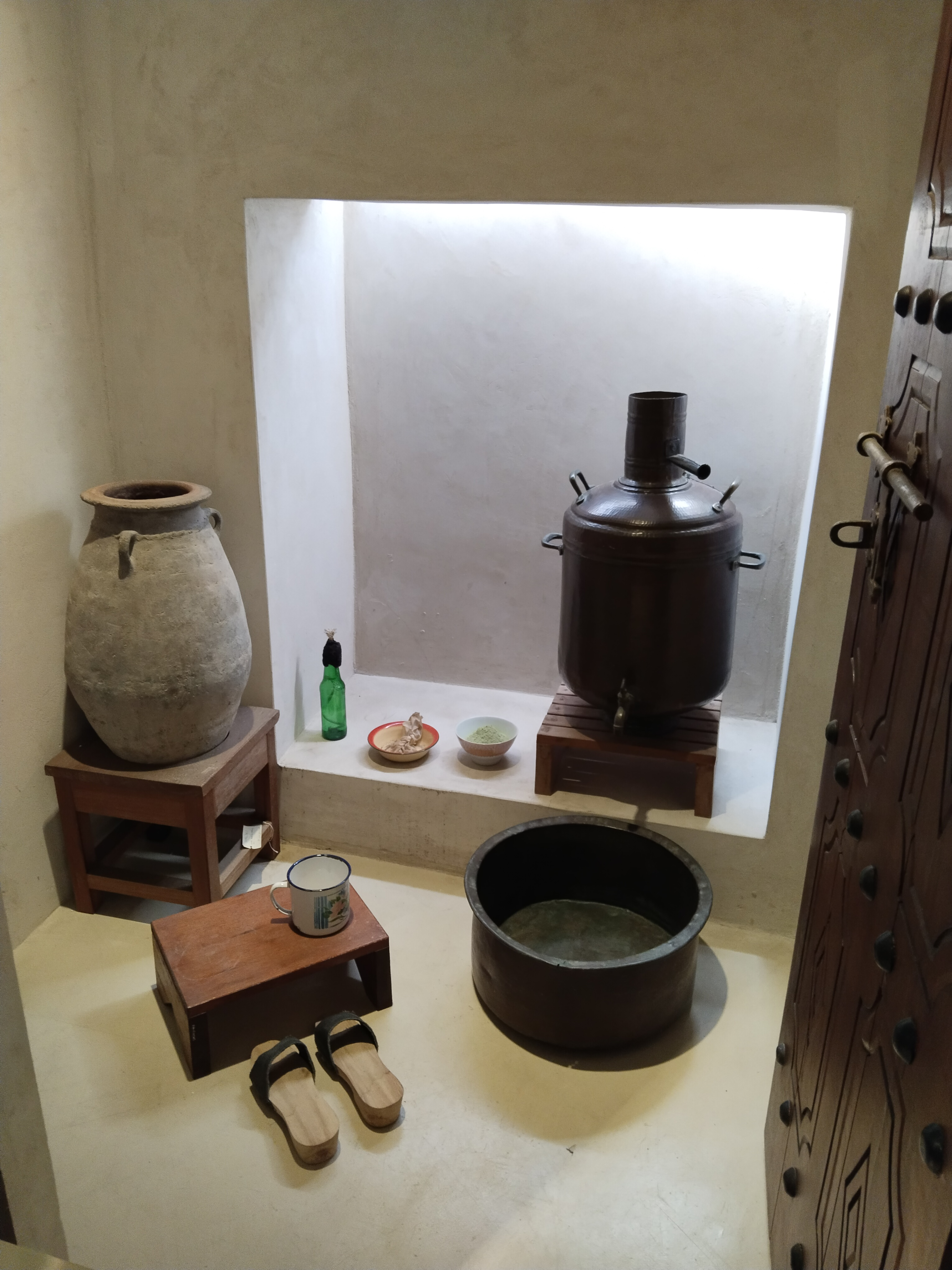
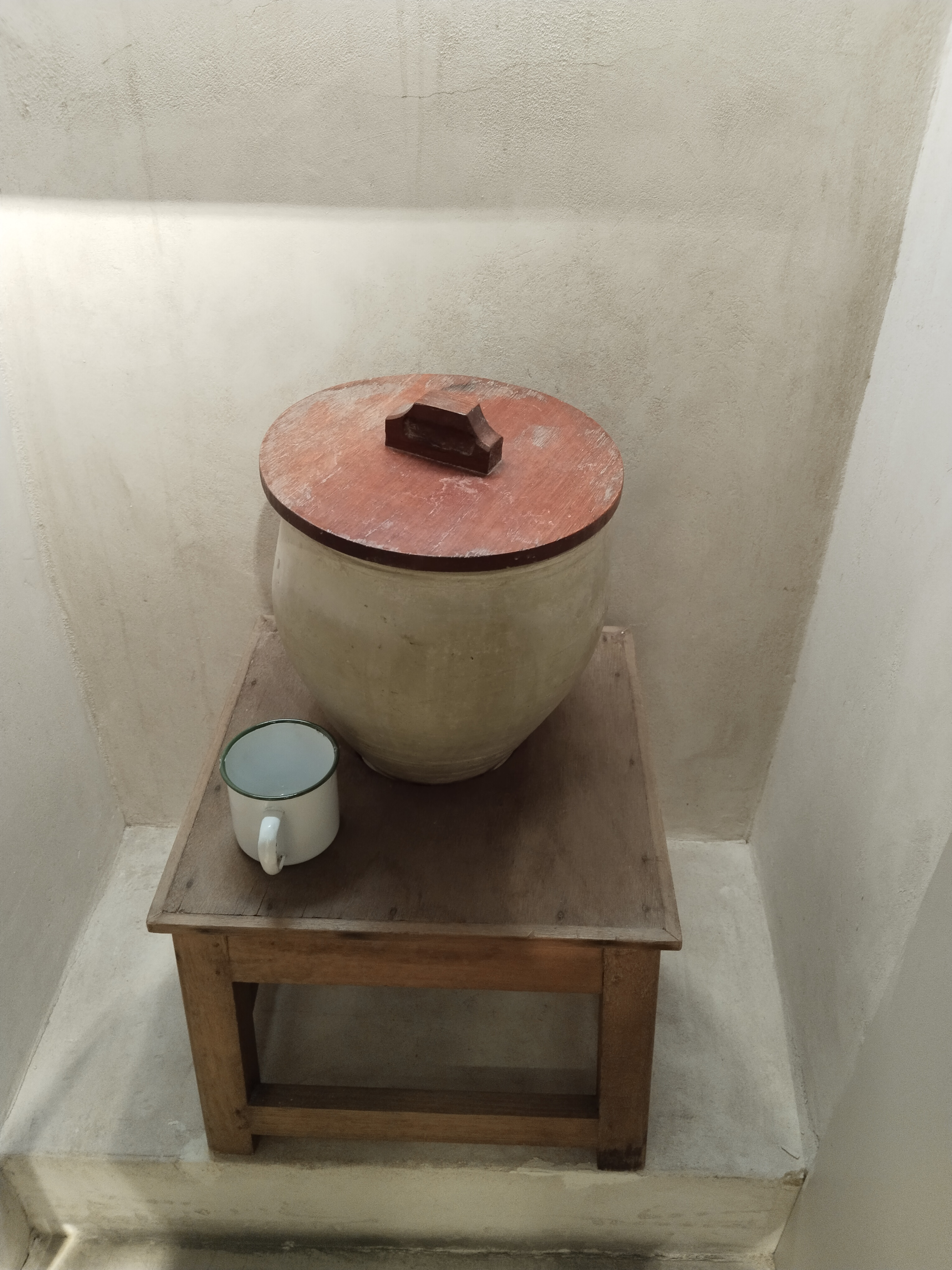
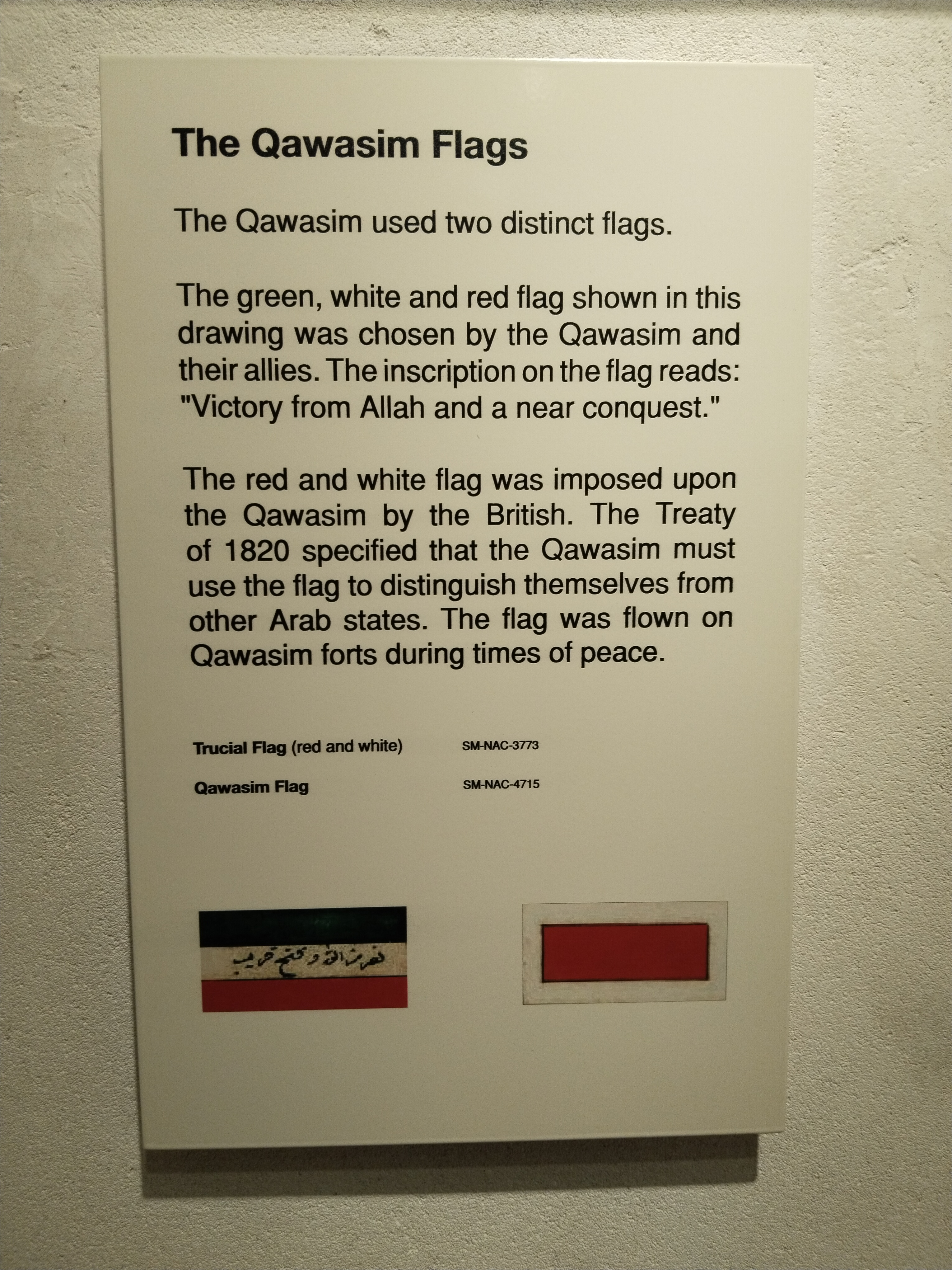
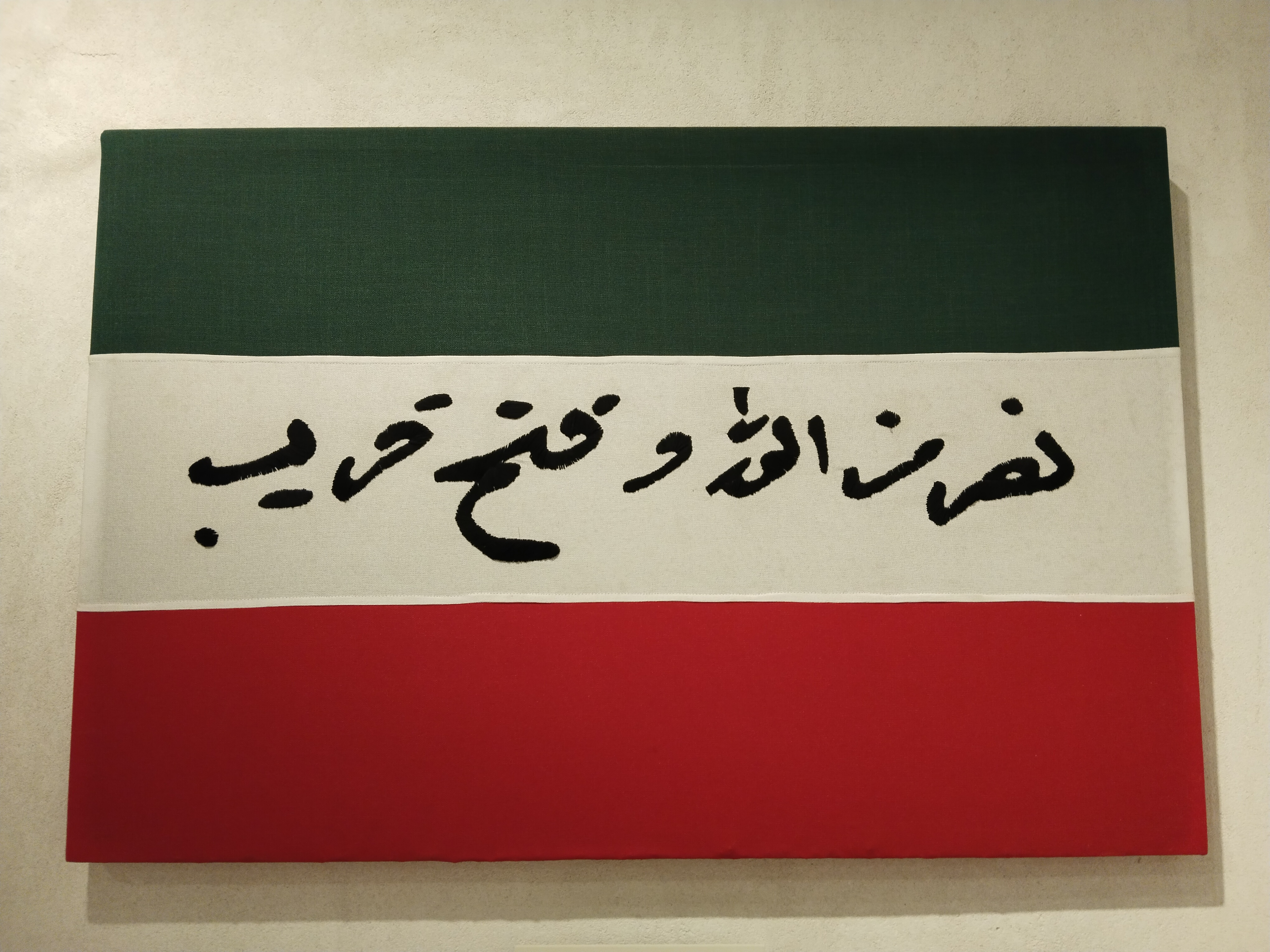
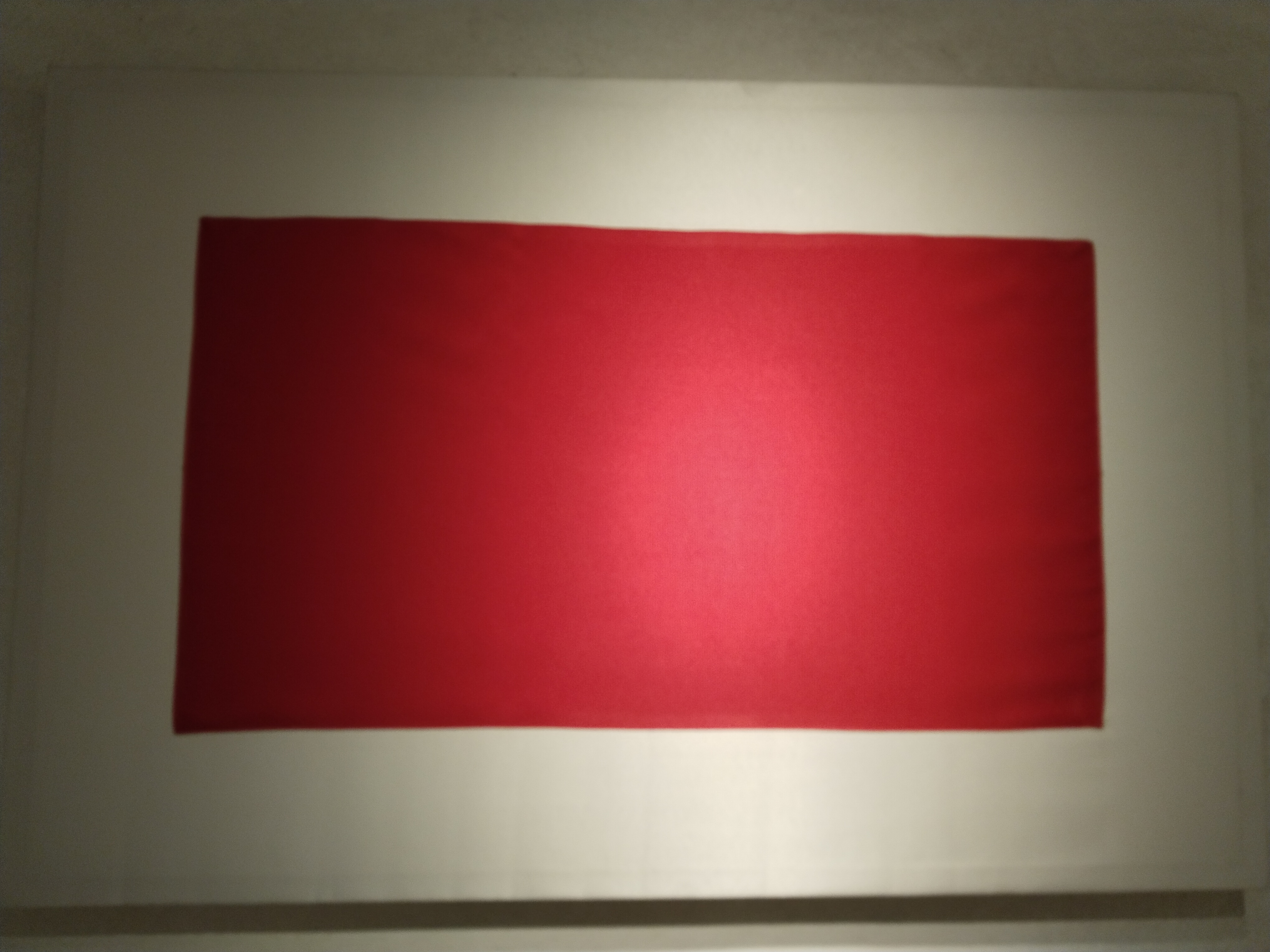
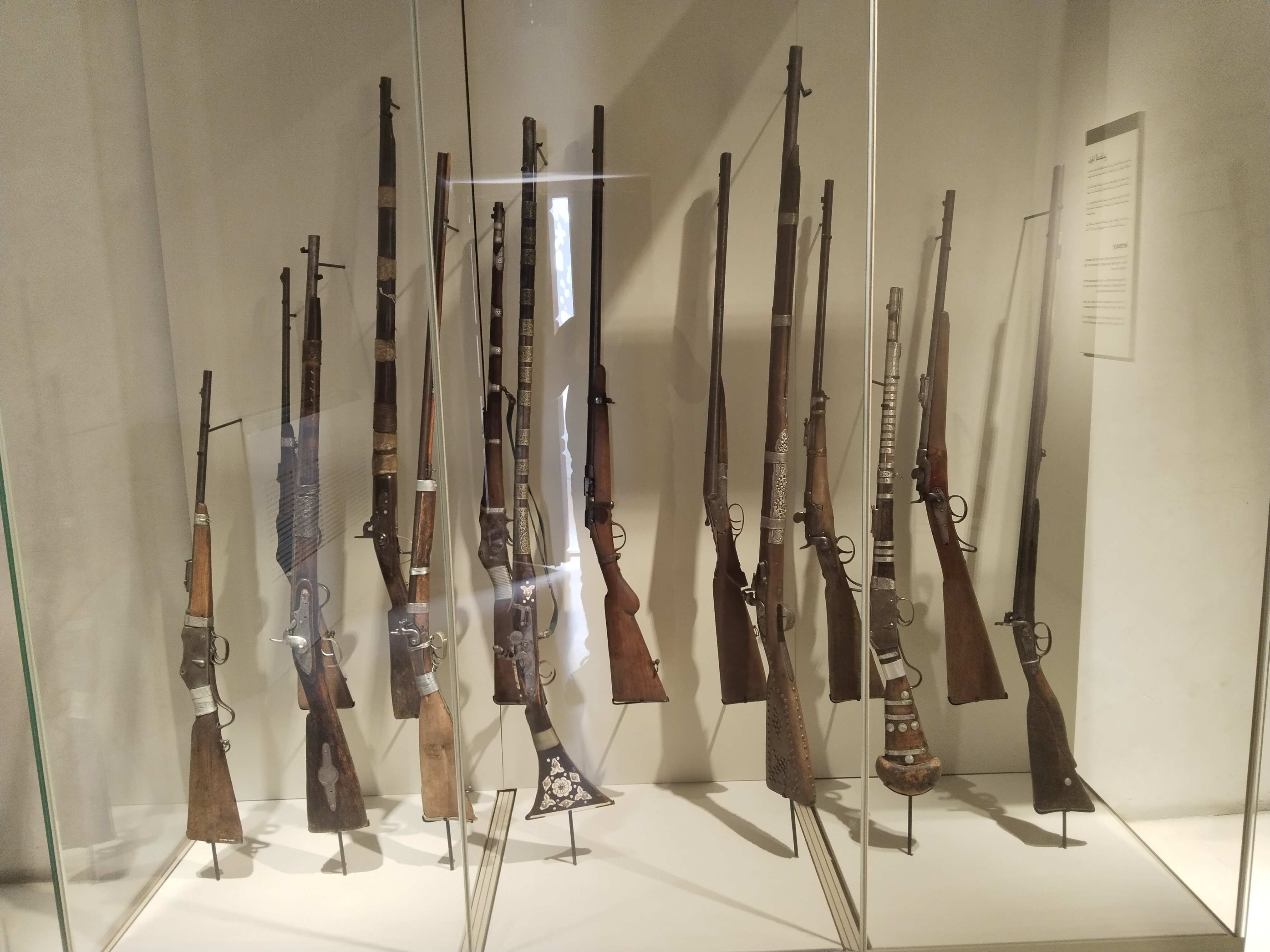
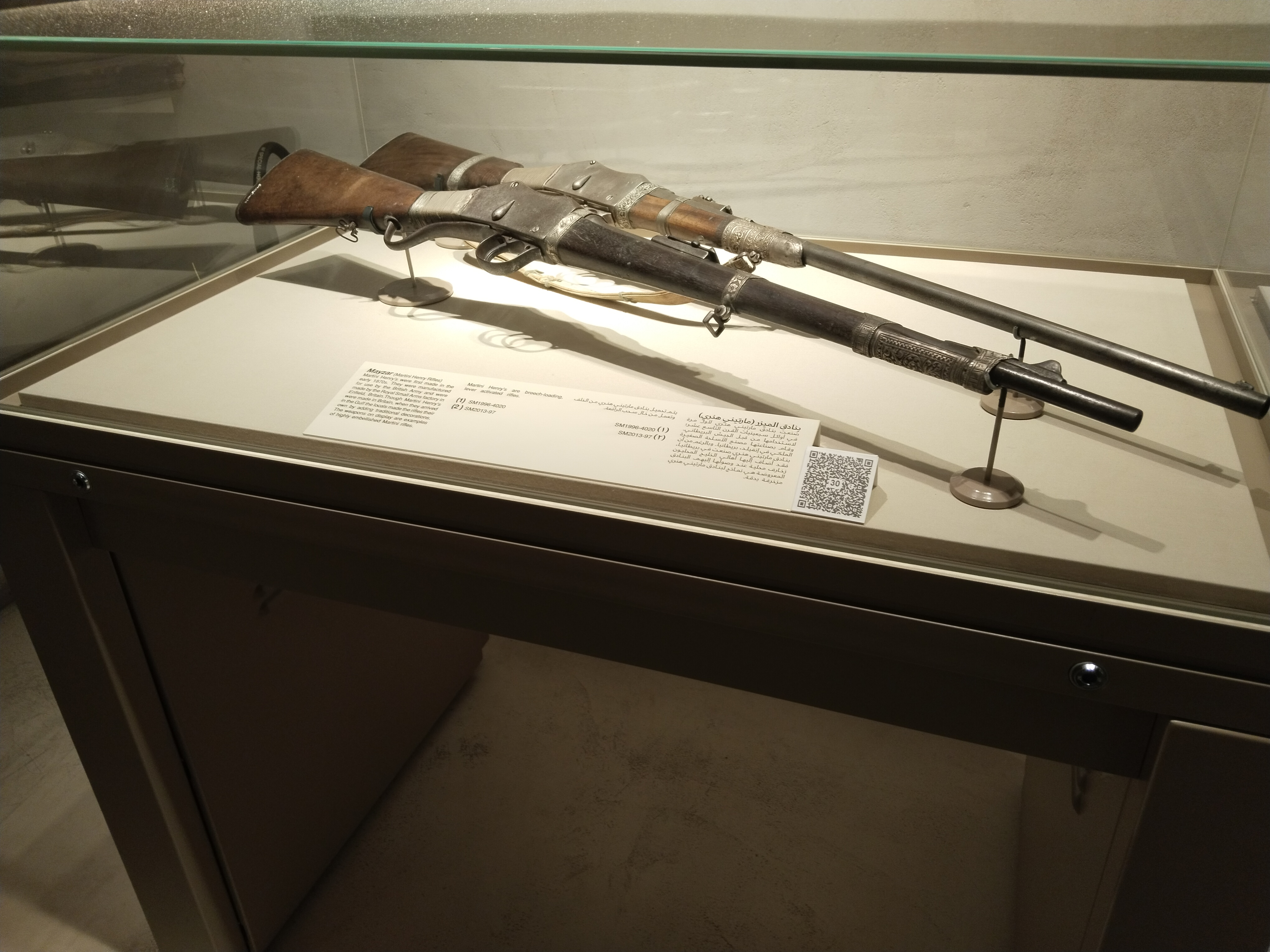
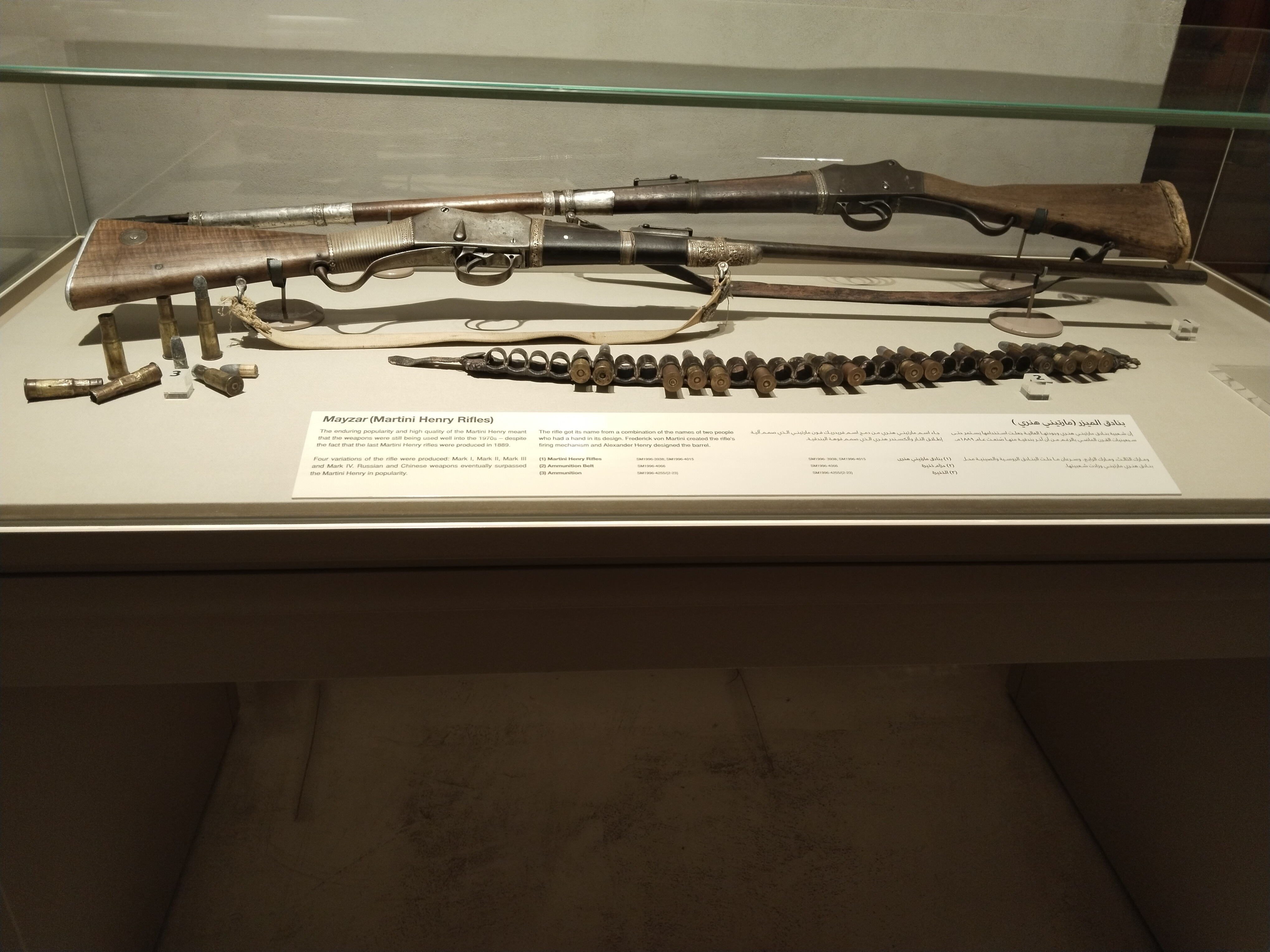
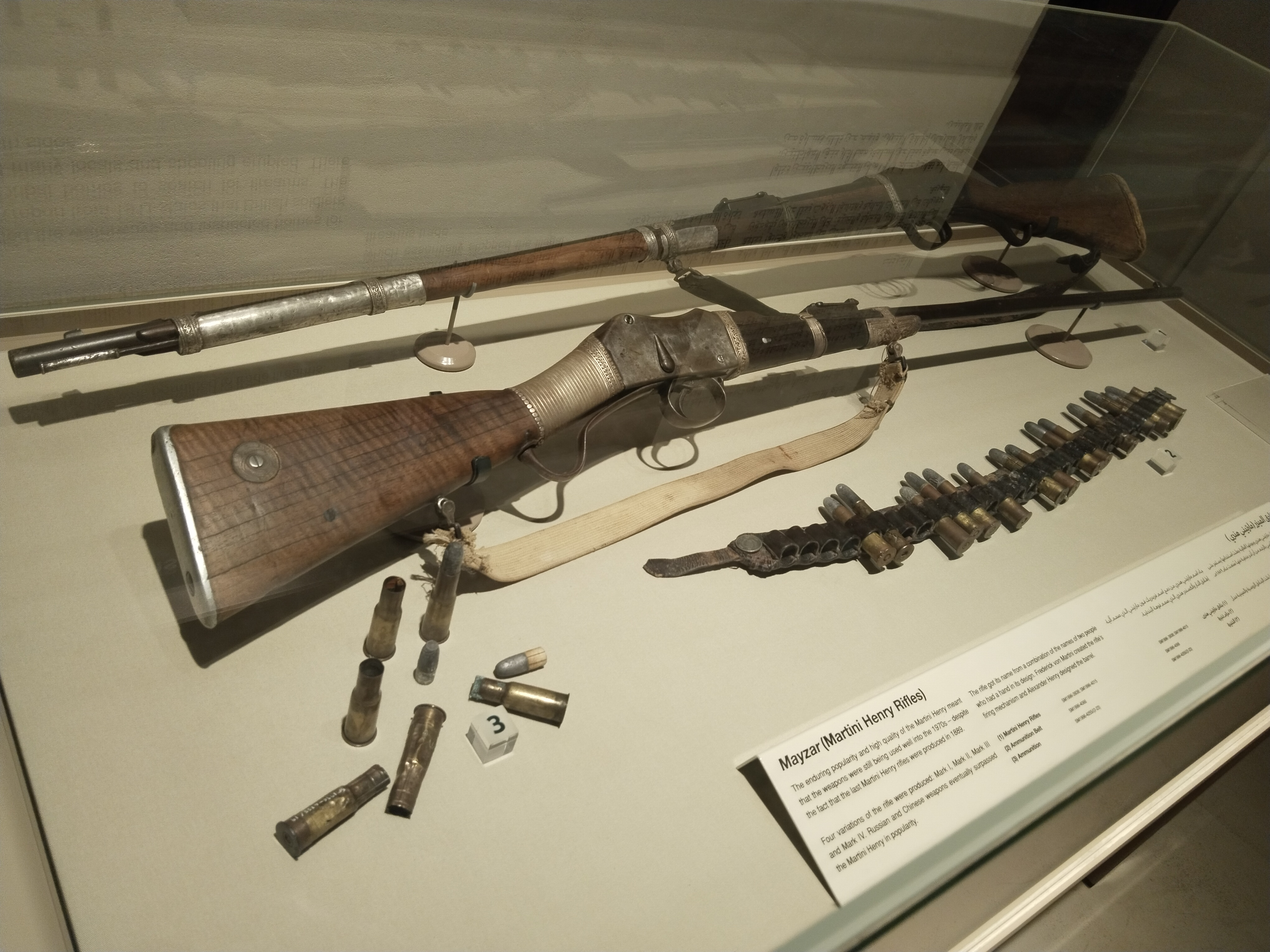
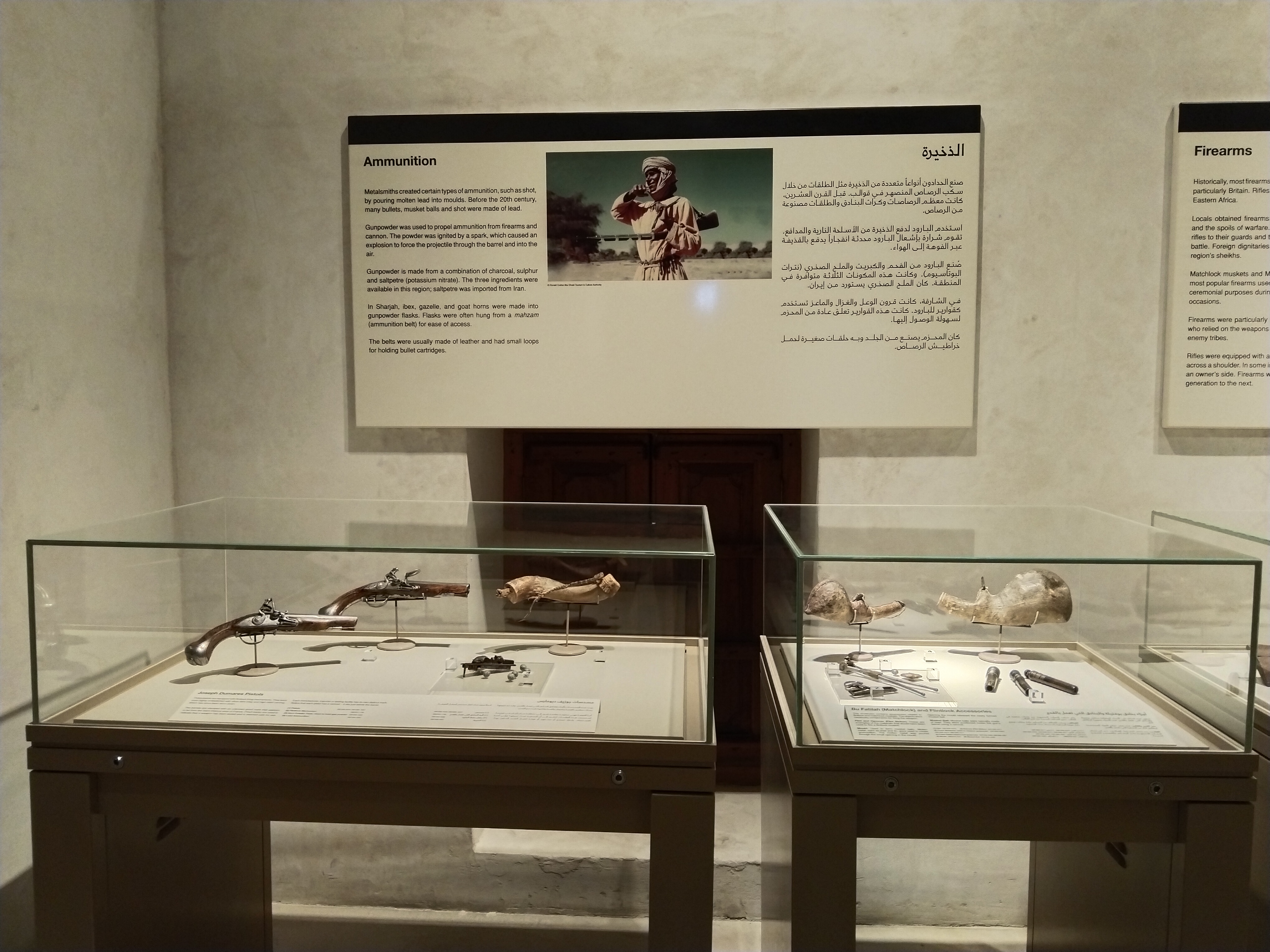
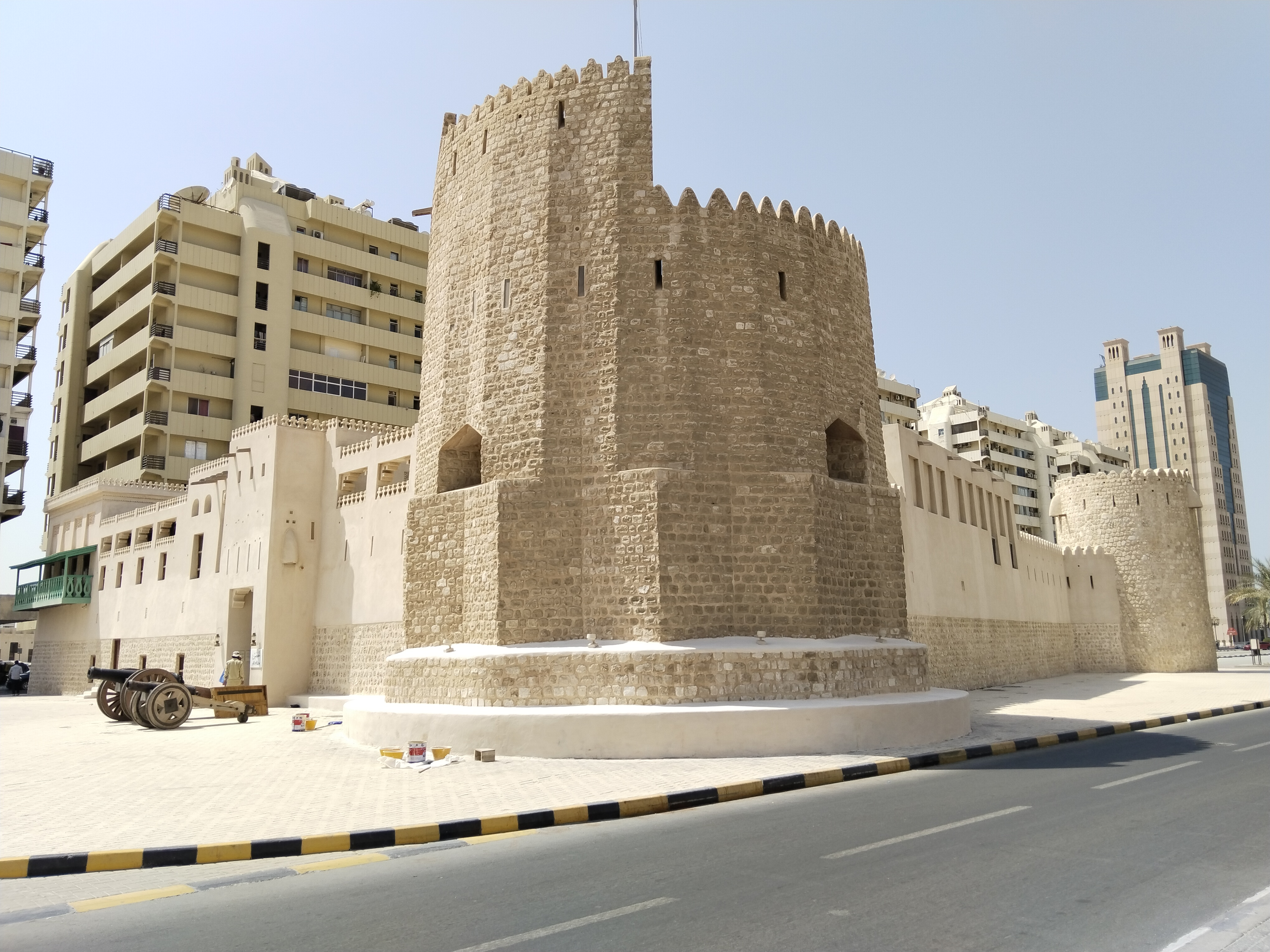
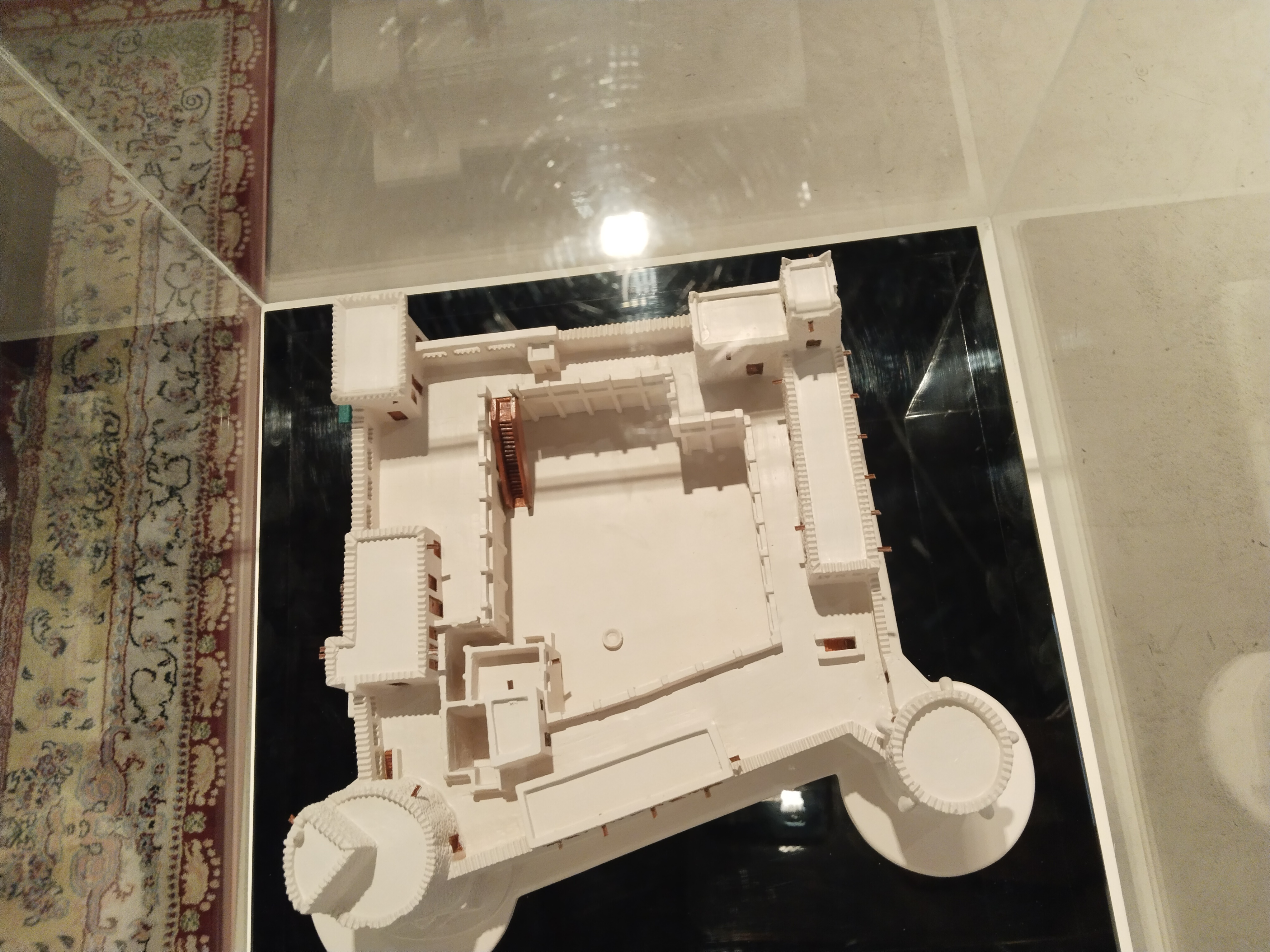
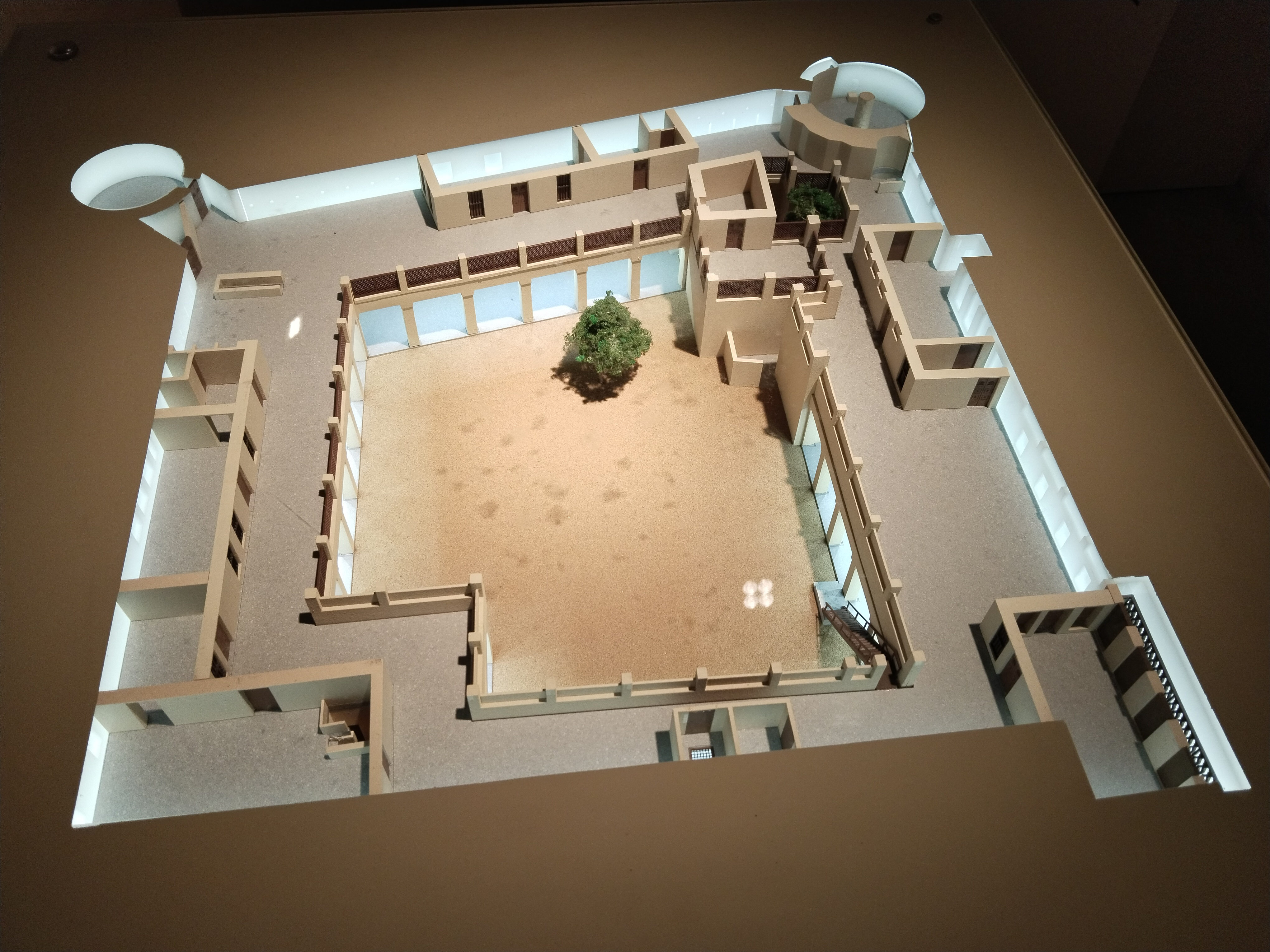
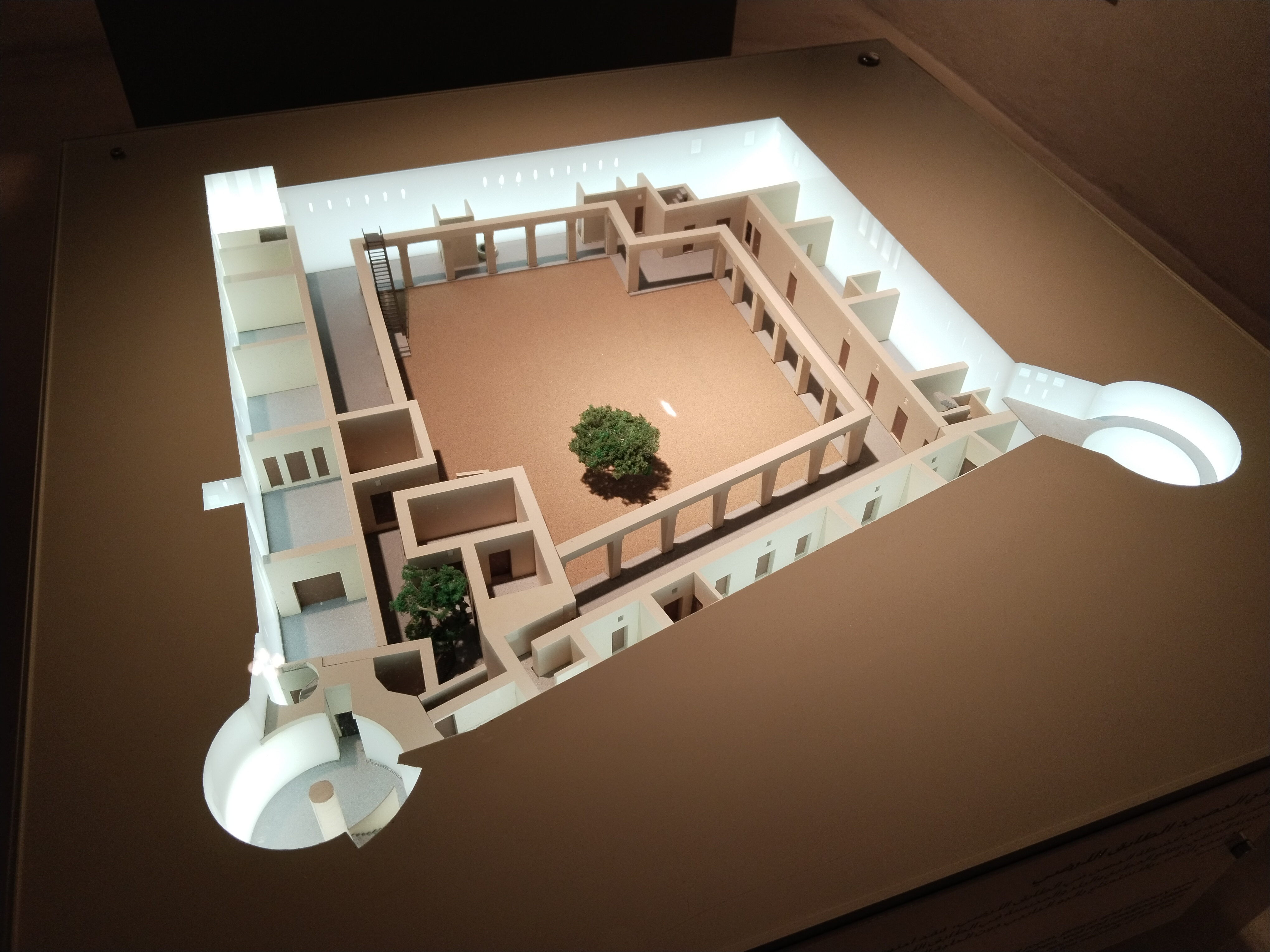